# Strandabyggð
Strandabyggð è un comune islandese della regione di Vestfirðir.